# Bateria żarzenia
Bateria żarzenia – pojedyncze ogniwo galwaniczne lub bateria ogniw lub akumulatorów służące do zasilania obwodów żarzenia lamp elektronowych.
Stosowane napięcia:
- 1,2 V – jedno ogniwo akumulatora niklowo-żelazowego(inne języki) lub niklowo-kadmowego, do lamp serii D, używane po II wojnie światowej
- 1,5 V – ogniwo Leclanchégo, np. radioodbiornik Szarotka, do lamp serii D, używane w latach powojennych
- 2 V – jedno ogniwo akumulatora ołowiowego, do lamp serii K, używane w latach przedwojennych
- 2,4 V – dwa ogniwa akumulatora niklowo żelazowego lub niklowo kadmowego, np. radiostacja RBM-1, do lamp serii D, używane w latach powojennych
- 4 V – dwa ogniwa akumulatora ołowiowego używane w latach 20. XX w. do lamp serii kołkowej
- 6,3 i 12,6 V – napięcie akumulatora samochodowego, odbiorniki samochodowe i większość lamp sieciowych, do lamp serii E i C, używane od połowy lat 30. XX w.